# Shea Theodore
Shea Theodore, född 3 augusti 1995, är en kanadensisk professionell ishockeyspelare som spelar för Vegas Golden Knights i NHL. Han har tidigare spelat för Anaheim Ducks och för San Diego Gulls och Norfolk Admirals i AHL och Seattle Thunderbirds i Western Hockey League.
Theodore draftades i första rundan i 2013 års draft av Anaheim Ducks som 26:e spelare totalt.
21 juni 2017 blev Theodore tradad till Vegas Golden Knights i samband med expansionsdraften.
Theodore drabbades av testikelcancer 2019.

## Statistik
| 2010–2011  | Fraser Valley Bruins      | BC MML     | 35  | 5  | 24  | 29  | 28  | —  | — | —  | —  | —  |
|            | Yale Secondary Lions Blue |            | 4   | 1  | 4   | 5   | 4   | —  | — | —  | —  | —  |
|            | Seattle Thunderbirds      | WHL        | 4   | 0  | 0   | 0   | 2   | —  | — | —  | —  | —  |
| 2011–2012  | Seattle Thunderbirds      | WHL        | 69  | 4  | 31  | 35  | 30  | —  | — | —  | —  | —  |
| 2012–2013  | Seattle Thunderbirds      | WHL        | 71  | 19 | 31  | 50  | 32  | 7  | 0 | 2  | 2  | 4  |
| 2013–2014  | Seattle Thunderbirds      | WHL        | 70  | 22 | 57  | 79  | 39  | 9  | 0 | 5  | 5  | 4  |
|            | Norfolk Admirals          | AHL        | 4   | 0  | 0   | 0   | 0   | 4  | 1 | 2  | 3  | 2  |
| 2014–2015  | Seattle Thunderbirds      | WHL        | 43  | 13 | 35  | 48  | 16  | 6  | 3 | 6  | 9  | 0  |
|            | Norfolk Admirals          | AHL        | 9   | 4  | 7   | 11  | 2   | —  | — | —  | —  | —  |
| 2015–2016  | Anaheim Ducks             | NHL        | 19  | 3  | 5   | 8   | 2   | 6  | 0 | 0  | 0  | 0  |
|            | San Diego Gulls           | AHL        | 50  | 9  | 28  | 37  | 34  | 7  | 2 | 3  | 5  | 4  |
| 2016–2017  | Anaheim Ducks             | NHL        | 34  | 2  | 7   | 9   | 28  | 14 | 2 | 6  | 8  | 4  |
|            | San Diego Gulls           | AHL        | 26  | 5  | 15  | 20  | 12  | —  | — | —  | —  | —  |
| 2017–2018  | Vegas Golden Knights      | NHL        | 61  | 6  | 23  | 29  | 14  | 20 | 3 | 7  | 10 | 8  |
|            | Chicago Wolves            | AHL        | 8   | 5  | 6   | 11  | 2   | —  | — | —  | —  | —  |
| 2018–2019  | Vegas Golden Knights      | NHL        | 79  | 12 | 25  | 37  | 20  | 7  | 1 | 7  | 8  | 6  |
| NHL totalt | NHL totalt                | NHL totalt | 193 | 23 | 60  | 83  | 64  | 47 | 6 | 20 | 26 | 18 |
| AHL totalt | AHL totalt                | AHL totalt | 97  | 23 | 56  | 79  | 50  | 11 | 3 | 5  | 8  | 6  |
| WHL totalt | WHL totalt                | WHL totalt | 257 | 58 | 154 | 212 | 119 | 22 | 3 | 13 | 16 | 8  |

### Internationellt
| Källa: Uppdaterad: 2019-06-01 | Källa: Uppdaterad: 2019-06-01 | Källa: Uppdaterad: 2019-06-01 |         | Utv = Utvisningsminuter | Utv = Utvisningsminuter | Utv = Utvisningsminuter | Utv = Utvisningsminuter | Utv = Utvisningsminuter |
| År                            | Lag                           | Mästerskap                    | Matcher | Mål                     | Assists                 | Poäng                   | Utv                     |                         |
| ----------------------------- | ----------------------------- | ----------------------------- | ------- | ----------------------- | ----------------------- | ----------------------- | ----------------------- | ----------------------- |
| 2012                          | Kanada                        | Ivan Hlinka                   | 5       | 0                       | 0                       | 0                       | 2                       |                         |
| 2013                          | Kanada                        | U18                           | 7       | 0                       | 5                       | 5                       | 0                       |                         |
| 2015                          | Kanada                        | JVM                           | 7       | 1                       | 1                       | 2                       | 0                       |                         |
| 2019                          | Kanada                        | VM                            | 10      | 2                       | 5                       | 7                       | 4                       |                         |
| Junior totalt                 | Junior totalt                 | Junior totalt                 | 19      | 1                       | 6                       | 7                       | 2                       |                         |
| Senior totalt                 | Senior totalt                 | Senior totalt                 | 10      | 2                       | 5                       | 7                       | 4                       |                         |